# أليكساندر بيا
أليكساندر بيا (بالألمانية: Alexander Peya)‏ مواليد 27 يونيو 1980 في فيينا، هو لاعب كرة مضرب نمساوي يلعب باليد اليمنى بدأ مسيرته كمحترف عام 1998. أعلى تصنيف له في الفردي كان المركز الـ 92 في سنة 2007. شارك في دورة الألعاب الأولمبية الصيفية.

## روابط خارجية
- أليكساندر بيا على موقع رابطة محترفي التنس (الإنجليزية)
- أليكساندر بيا على موقع الاتحاد الدولي لكرة المضرب (الإنجليزية)
- أليكساندر بيا على موقع كأس ديفيز (الإنجليزية)
- أليكساندر بيا على موقع خلاصة التنس.كوم (الإنجليزية)
- أليكساندر بيا على موقع إي إس بي إن.كوم (الإنجليزية)
- أليكساندر بيا على موقع اللجنة الأولمبية الدولية (الإنجليزية)
- أليكساندر بيا على موقع أوليمبيديا (الإنجليزية)